# Rwanda na Letnich Igrzyskach Olimpijskich 1984
Rwandę na Letnich Igrzyskach Olimpijskich 1984 reprezentowało 3 zawodników. Był to pierwszy start reprezentacji Rwandy na letnich igrzyskach olimpijskich.

## Skład kadry

### Lekkoatletyka
Kobiety
- Marcianne Mukamurenzi

1500 metrów - odpadła w eliminacjach
3000 metrów - odpadła w eliminacjach
Mężczyźni
- Faustin Butéra

400 metrów - odpadł w eliminacjach
400 metrów przez płotki - odpadł w eliminacjach
- Jean-Marie Rudasingwa

800 metrów - odpadł w eliminacjach
1500 metrów - odpadł w eliminacjach